# Uomo e donna
Uomo e donna (Man and wife) è un romanzo mystery di Wilkie Collins, il nono nella cronologia dell'autore. Venne pubblicato nel 1870, prima a puntate su rivista, secondo la tradizione dei feuilleton, poi in volume, nello stesso anno.
È il secondo dei romanzi di Wilkie Collins (dopo Senza nome) in cui le questioni sociali forniscono l'impulso principale alla trama: quella che guida la trama del libro è lo stato del diritto matrimoniale scozzese; al momento in cui il romanzo fu scritto, qualsiasi coppia legalmente autorizzata a sposarsi e che affermava di essere sposata, davanti a testimoni o per iscritto, era considerata in Scozia legalmente sposata.

## Trama
Nel prologo del romanzo, un uomo egoista e ambizioso abbandona sua moglie per sposare una donna più ricca, approfittando di una scappatoia nelle leggi irlandesi sul matrimonio.
L'azione iniziale si svolge nella casa della vedova Lady Lundie in Scozia. Geoffrey Delamayn ha promesso alla sua amante Anne Silvester (istitutrice della figliastra di Lady Lundie, Blanche) di sposarla. Ma lo spendaccione Geoffrey sta per essere diseredato e desidera sfuggire alla sua promessa sposando una moglie ricca. Tuttavia, è obbligato a fissare un appuntamento con Anne, presentandola come propria moglie, in una locanda, e lo documenta in uno scambio di appunti con lei. Successivamente, questioni urgenti lo costringono a mandare da Anne il suo amico Arnold Brinkworth, il fidanzato di Blanche, al suo posto. Per vederla, Arnold deve chiedere di "sua moglie". Sebbene tra loro non accada nulla di improprio, danno l'impressione di essere marito e moglie alla padrona di casa e a Bishopriggs, un cameriere.
Pertanto, sia Geoffrey che Arnold potrebbero essere considerati sposati con Anne, a seconda del peso attribuito alle prove orali e scritte in Scozia. La maggior parte del romanzo riguarda i tentativi di Anne, Geoffrey e Arnold di chiarire il loro stato civile:
- Anne ha bisogno di essere sposata per salvare la sua reputazione
- Geoffrey desidera abbandonare Anne affermando che è sposata con Arnold
- Arnold desidera sposare Blanche ma teme di aver già accidentalmente sposato Anne secondo la legge scozzese.

Nei capitoli successivi Geoffrey, appassionato atleta, corteggia la signora Glenarm, una ricca giovane vedova, mentre Anne consulta avvocati che le danno consigli contrastanti sulla sua posizione, e in seguito cerca di spiegare la situazione alla signora Glenarm, che non la vuole ascoltare. Arnold chiede consiglio al cognato di Lady Lundie, Sir Patrick Lundie, avvocato in pensione. Sir Patrick affronta il problema con energia, ma a causa di varie disavventure, della determinazione di Geoffrey e dello stato insoddisfacente della legge, non riesce subito a risolverlo. Tuttavia, viene accertato che la corrispondenza che collega Geoffrey e Anne esiste ed è stata rubata da Bishopriggs, il quale, in virtù di essa, cerca di estorcere denaro. Anne, che desidera fortemente rimuovere ogni impedimento al matrimonio di Blanche e Arnold, costringe Bishopriggs a consegnarle la lettera minacciando di rivelarne il contenuto, il che la renderebbe inutile per il ricatto. Alla fine Anne si offre di rivelare i suoi rapporti con Geoffrey, anche a costo della sua reputazione, impressionando Sir Patrick con il suo comportamento coraggioso e onorevole. In una riunione di tutte le parti e dei loro avvocati, hanno luogo le varie rivelazioni. Geoffrey non può più evitare di onorare la sua promessa e riconosce Anne come sua moglie.
Una sottotrama riguarda l'atletismo di Geoffrey. Mentre si allena per una gara importante, si scopre che Geoffrey soffre di un grave disturbo fisico che lo rende soggetto a un ictus. Nella gara stessa, in cui Geoffrey rappresenta il sud dell'Inghilterra contro il nord, l'uomo crolla verso la fine, lasciando vincere il suo avversario. I suoi “amici” lo abbandonano, avendo perso le loro scommesse su di lui.
Il romanzo diventa infine un thriller. Geoffrey porta Anne in un cottage appartato in cui la cuoca-governante Hester Dethridge (che compare anche nelle prime scene) è muta. Hester rivela inavvertitamente a Geoffrey di aver ucciso il brutale e rapace marito smantellando parte del muro della sua camera da letto (chiusa a chiave) in modo quasi invisibile, sporgendosi e soffocandolo. Geoffrey costringe Hester a mostrargli come fare lo stesso con Anne. Con vari stratagemmi riesce a far dormire Anne in un letto opportunamente sistemato. Tuttavia subisce un ictus quando sta per soffocarla, e mentre è privo di sensi viene strangolato da Hester, che ha riconosciuto tardivamente l'enormità di ciò che ha favorito. Sir Patrick, conoscendo il pericolo in cui si trova Anne, vegliava fuori dalla casa e, quando Anne dà l'allarme, la salva.

## Edizioni in italiano
- W. Collins, Marito e moglie, traduzione di Claudia Casoretti, F.lli Treves, Milano 1877.
- W. Collins, Uomo e donna, trad. di Alessandra Tubertini, Fazi, Roma 2004.